# Denza N8
Denza N8 — среднеразмерный кроссовер, выпускавшийся китайской компанией Denza с 2023 по 2024 год. С 2019 по 2021 год автомобиль выпускался под индексом Denza X.

## Denza X
Denza X был представлен на автосалоне в Гуанчжоу в 2019 году. По сути, автомобиль являлся модернизацией второго поколения BYD Tang.
На рынки автомобиль поставлялся с начала 2020 по 2021 год в двух версиях: гибридный автомобиль и электромобиль. Запас хода составляет 500 километров, а разгон до 100 км/ч происходит за 5 секунд.
Дизайн был разработан компанией Mercedes-Benz.

## Denza N8
Denza N8 является рестайлингом предыдущего поколения с подключаемым модулем DM-p hybrid на платформе 3.0 с запасом хода 1030 км. Выпускается с 2023 года. Конкурентами являются Nissan Pathfinder и Exeed VX. В Россию официально не поставляется.

## Галерея

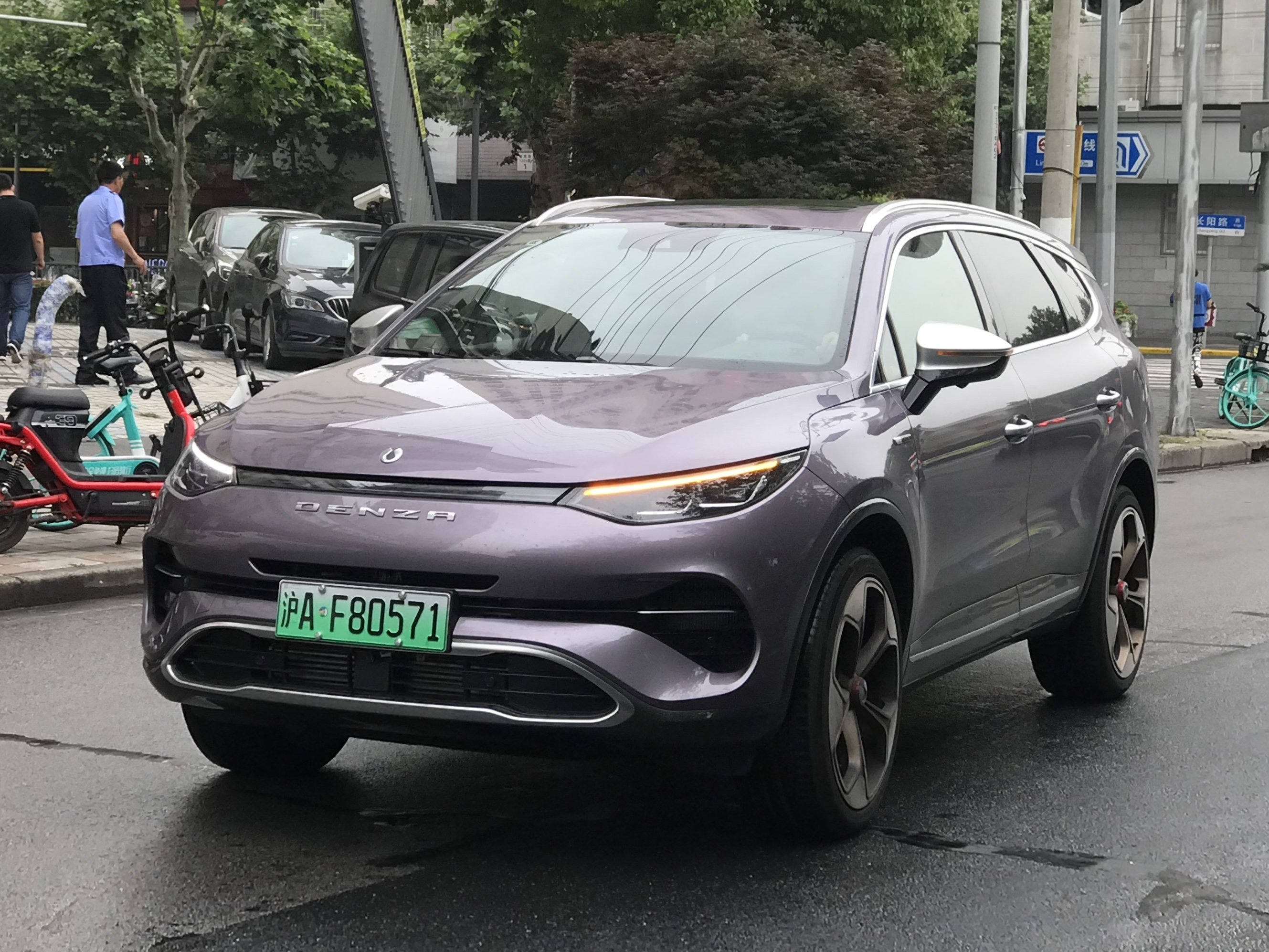
Denza X (вид спереди)
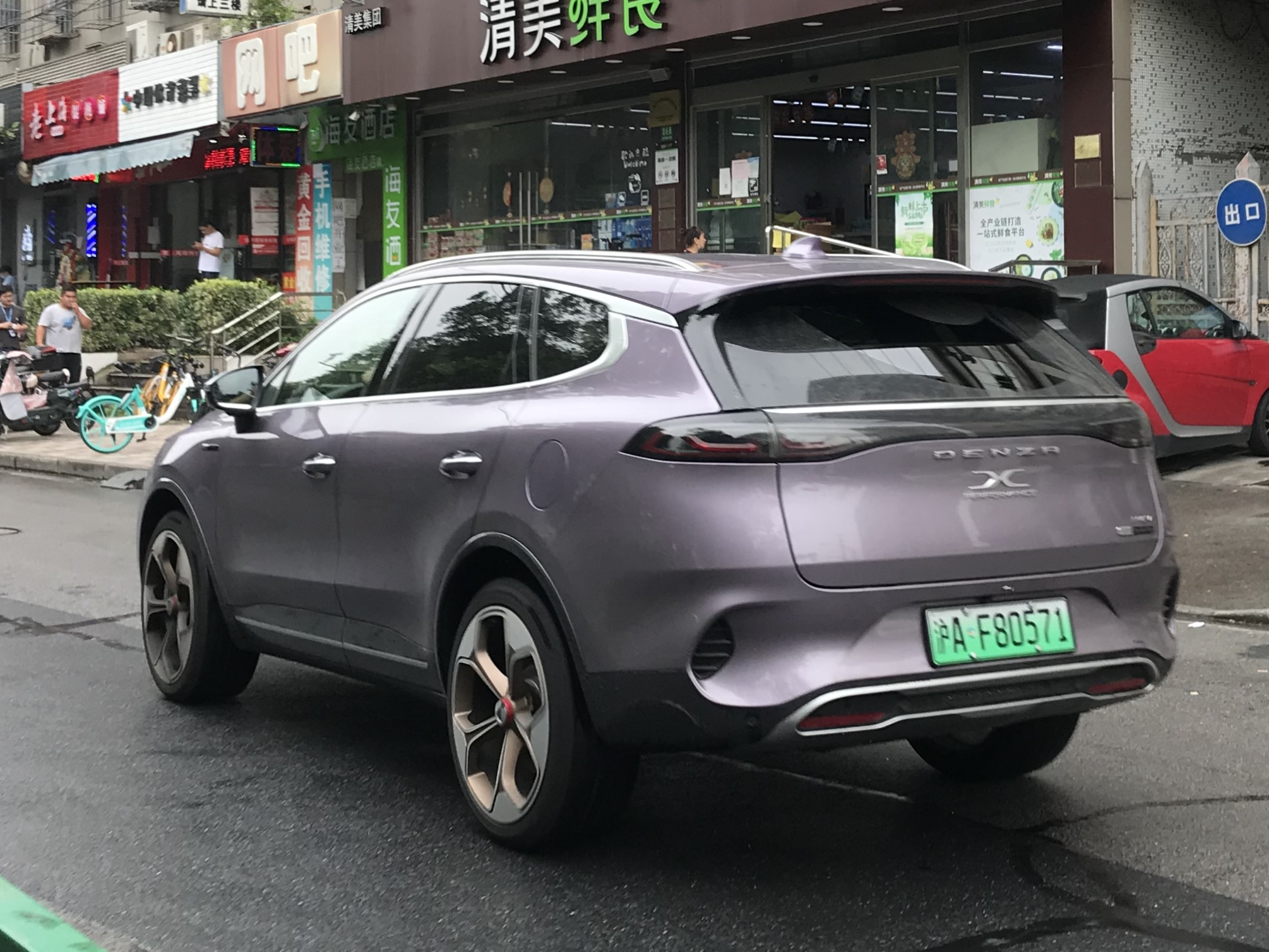
Denza X (вид сзади)
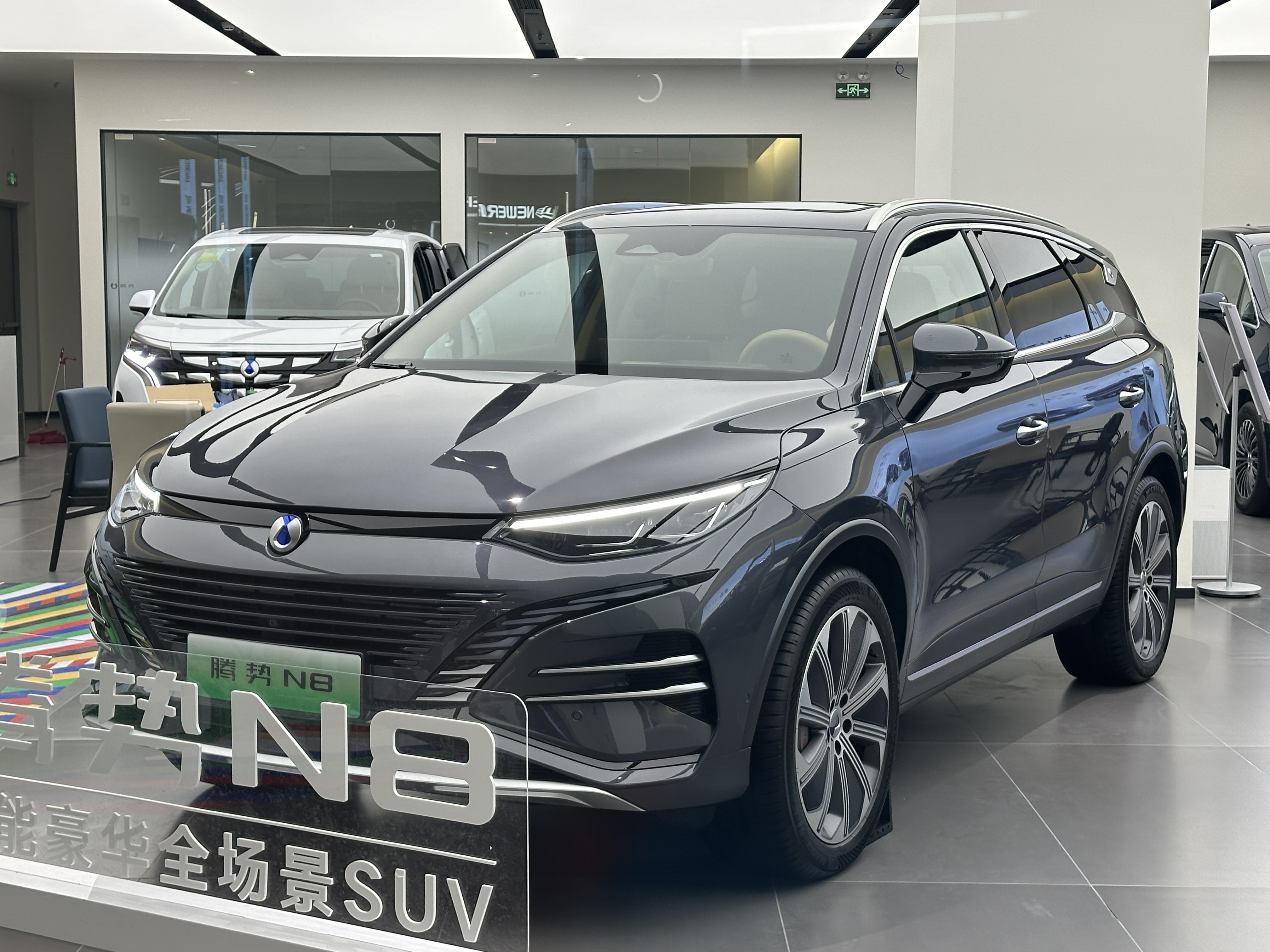
Denza N8 (вид спереди)
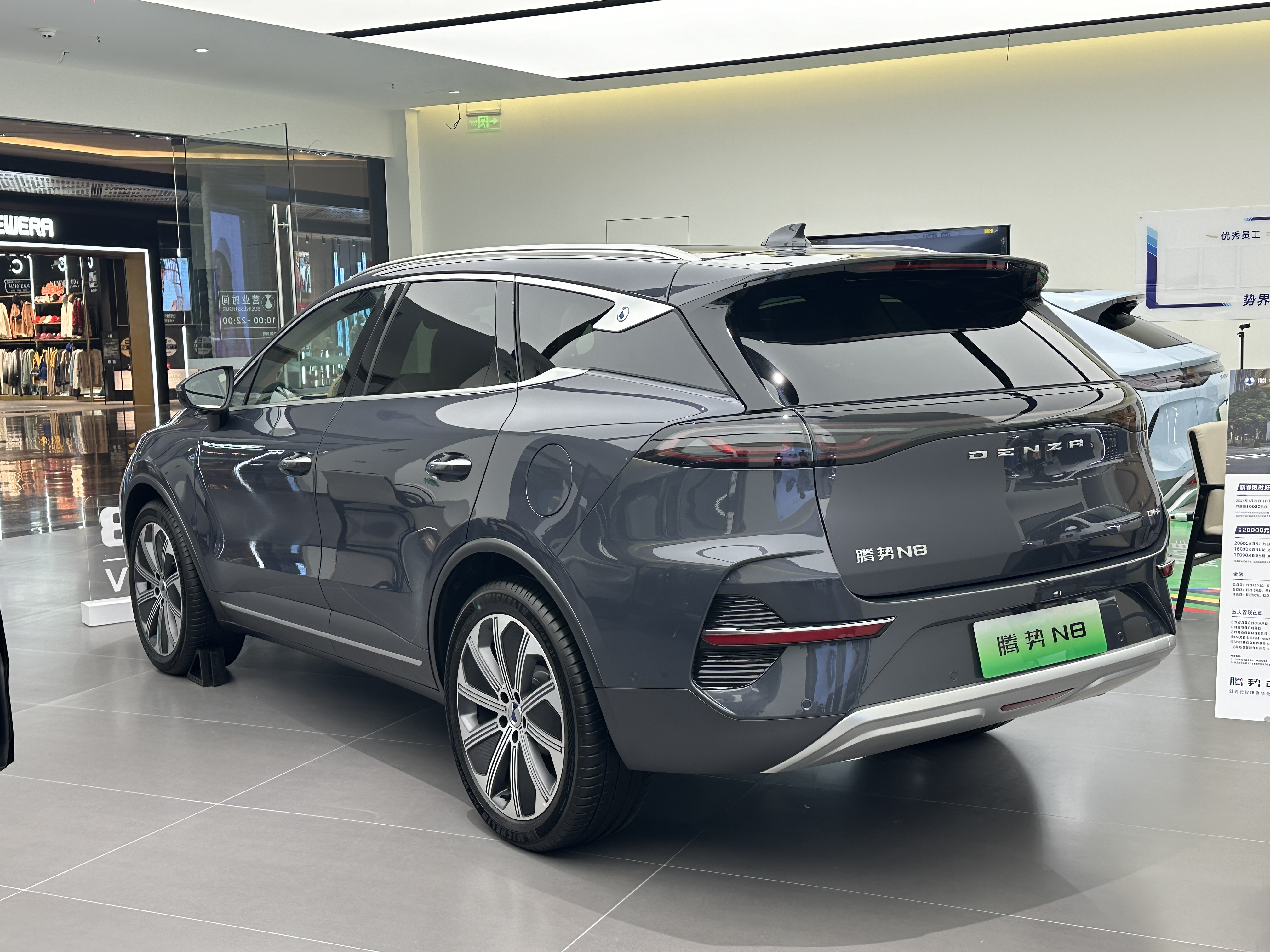
Denza N8 (вид сзади)
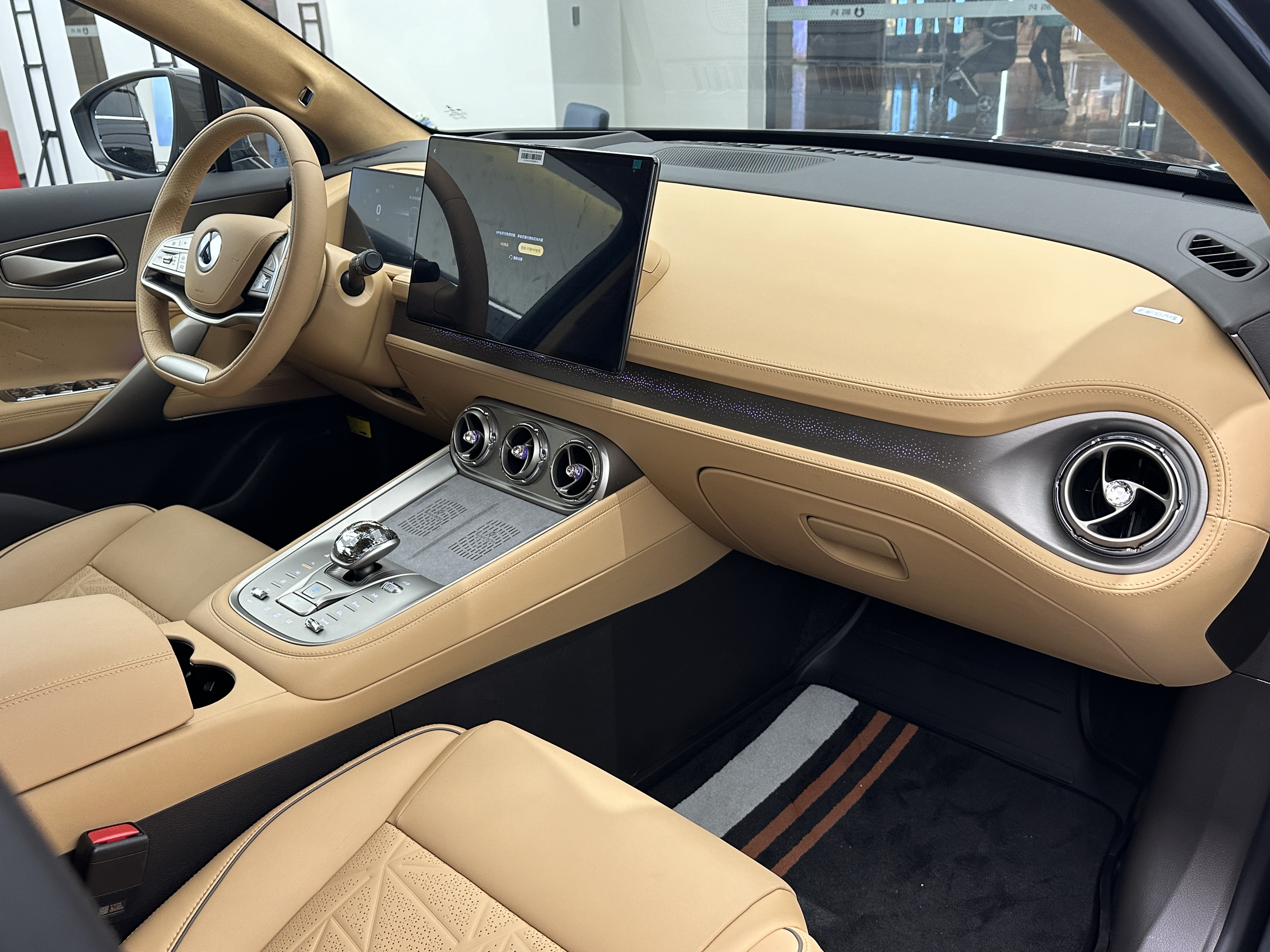
Denza N8 (интерьер)